# Col des Grangettes
Le col des Grangettes est un col situé à 2 684 mètres dans le département des Hautes-Alpes en région Provence-Alpes-Côte d'Azur.

## Géographie
Le col des Grangettes sépare le vallon de Chambran du vallon de la Montagnolle. Il donne au sud sur le lac de l'Eychauda. Il se trouve entre les communes du Monêtier-les-Bains et de Vallouise-Pelvoux.

## Voies d'accès
Le col est accessible depuis le lac de l'Eychauda par un chemin ainsi que depuis le vallon de la Montagnolle par un chemin escarpé composé de mains courantes à l’approche du col.

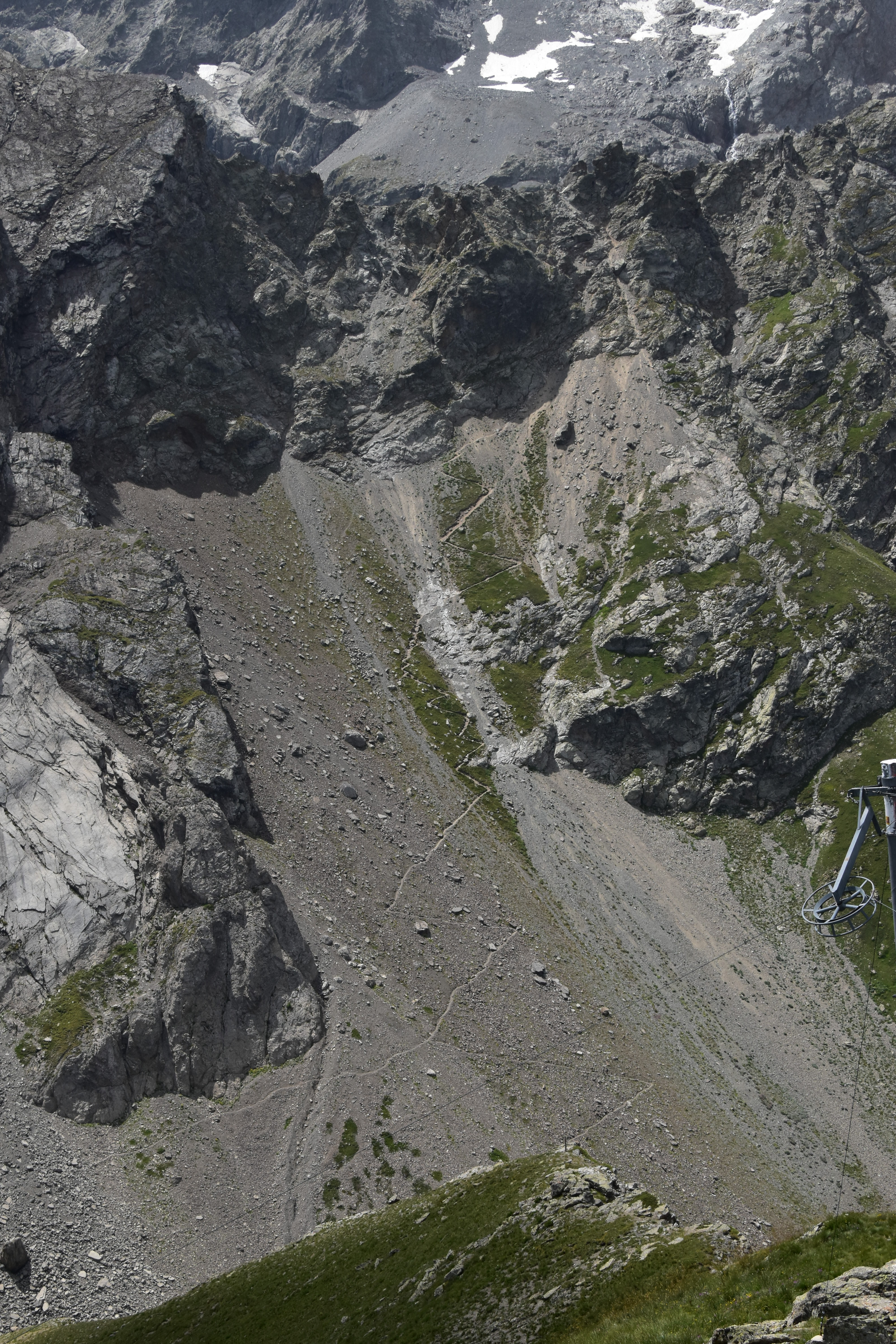
Le chemin du col depuis le vallon de la Montagnolle.
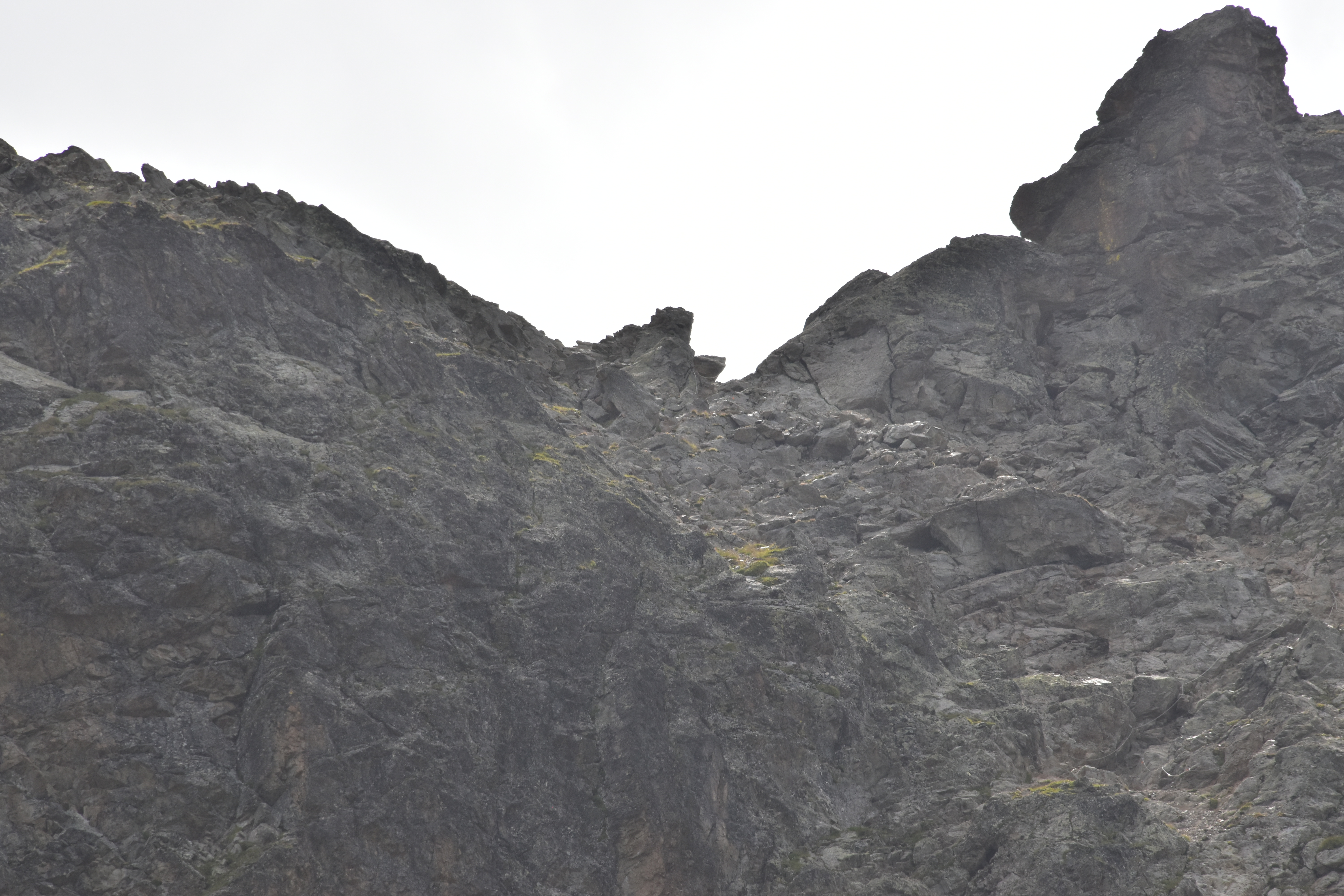
Le col avec les mains-courantes.